# Indosylvirana indica
Espèce
Synonymes
- Hylarana indica Biju, Garg, Mahony, Wijayathilaka, Senevirathne & Meegaskumbura, 2014

Indosylvirana indica est une espèce d'amphibiens de la famille des Ranidae.

## Répartition
Cette espèce est endémique d'Inde. Elle se rencontre au Karnataka et au Kerala adjacent entre 60 et 1 145 m dans les Ghâts occidentaux.

## Description
Les mâles mesurent de 46,6 à 58,6 mm et les femelles de 66 à 74,3 mm.

## Étymologie
Son nom d'espèce lui a été donné en référence au lieu de sa découverte, l'Inde.

## Publication originale
- Biju, Garg, Mahony, Wijayathilaka, Senevirathne & Meegaskumbura, 2014 : DNA barcoding, phylogeny and systematics of Golden-backed frogs (Hylarana, Ranidae) of the Western Ghats-Sri Lanka biodiversity hotspot, with the description of seven new species. Contributions to Zoology, vol. 83, no 4, p. 269–335 (texte intégral).